# 扎姆赫萊

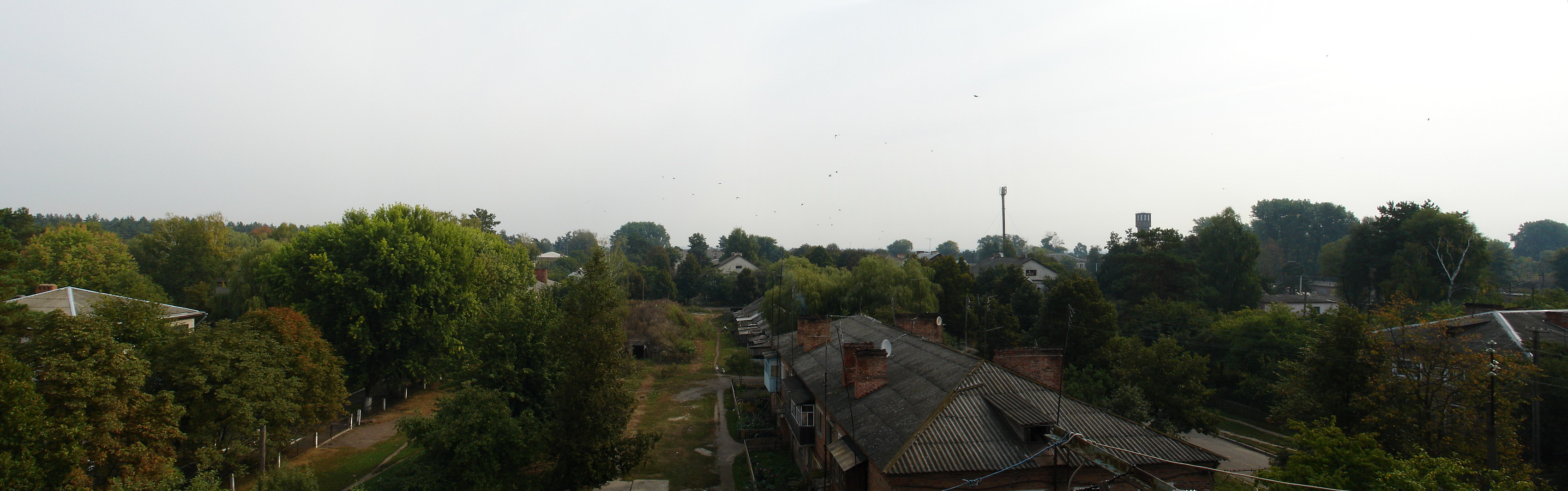
全景图

扎姆赫萊（羅馬化：Zamhlay）是烏克蘭北部切爾尼戈夫州切爾尼戈夫區里普基市镇内的市級鎮。距離戈盧比奇7公里，始建於1932年，面積2.47平方公里，2011年人口1,871，人口密度每平方公里757.5人。